# Vorderweißenbach
Vorderweißenbach es una localidad del distrito de Urfahr-Umgebung, en el estado de Alta Austria, Austria, con una población estimada a principio del año 2018 de 2653 habitantes. 
Se encuentra ubicada al norte del estado, cerca de la frontera con República Checa, a poca distancia al norte del río Danubio y la ciudad de Linz —la capital del estado—.